# Годфрид I (Льовен)
Готфрид I Брадати Велики (на френски: Godefroid Ier de Louvain le Barbu, le Courageux, le Grand, на немски: Gottfried VI, Gottfried der Bärtige; * 1063, Льовен, Белгия; † 25 януари 1139, Льовен, Белгия) от фамилията Регинариди, e граф на Льовен (като граф Готфрид I), граф на Брюксел, ландграф на Брабант (1095 – 1139), маркграф на Антверпен (1106 – 1139) и от 1106 до 1128 г. херцог на Долна Лотарингия (като Готфрид V или VI).

## Живот
Той е вторият син на граф Хайнрих II († 1078) и Аделхайд, дъщеря на граф Еберхард в Бетуве.
Готфрид I става граф на Льовен-Брюксел и ландграф на Брабант след смъртта на брат му граф Хайнрих III през 1095 г. През 1106 г. получава титлата херцог на Долна Лотарингия и маркграф на Антверпен от император Хайнрих V. През 1128 г. той трябва да даде тези служби на Валрам III от Лимбург. Въпреки това Готфрид I има правото да се нарича и по-нататък херцог на Лотарингия.
През 1129 г. той се обръща към абата на манастир Св. Мартин в Лаон, Франция, с молбата да основе абатство близо до Льовен. Той подарява един парк и ловджийски дворец, от които следващите години се развива парково абатство.
Готфрид I се жени през 1105 г. за Ида от Шини († 1117/1125), дъщеря на граф Ото II (Дом Шини) и Аделаида от Намюр и има с нея пет деца. След нейната смърт той се жени през 1125 г. за Клеменс Бургундска († 1133), дъщеря на граф Вилхелм II от Бургундия и Стефания де Лонгви. Двамата имат един син Жослин от Льовен († 1180).
Дъщеря му от първия му брак, Аделаида (* 1103, † 23 април 1151), се омъжва на 2 февруари 1121 г. за английския крал Хенри I (1070, † 1135).
Той умира на 25 януари 1139 г. и е погребан в бенедиктанското Абатство Афлигем. Негов последник е Готфрид II (* 1110, † 13 юни 1142), син от първия му брак.

## Деца
От първия брак:
- Готфрид II (1100 – 1142), женен 1139 г. за Лутгарда фон Зулцбах (1109 – 1163)
- Хенри (1105 – 1141)
- Аделаида (* 1103, † 23 април 1151), омъжена I. 1121 г. за Хенри I (1070 – 1135), крал на Англия, II. за Вилиам д' Обигни, 1. граф на Арундел († 1176)
- Ида (1110 – 1162), омъжена ок. 1128 г. за граф Арнолд I фон Клеве († 1147)
- Клариса († 1140)

От втория брак:
- Жослин († 1180), женен 1154 г. за баронеса Агнес де Перси (* ок. 1135).